# 에이토르 페레이라
에이토르 테이셰이라 페레이라(브라질 포르투갈어: Heitor Teixeira Pereira, 1960년 11월 29일~)는 브라질 출신의 작곡가이다. 한스 짐머 사단의 멤버로 《슈퍼배드》, 《개구쟁이 스머프》, 《미니언즈》, 《앵그리버드 더 무비》 등 주로 애니메이션 스코어들을 많이 작곡했다.
버클리 음악 대학 출신이며 현재는 미국 로스앤젤레스에서 아내와 두 아이와 같이 살고 있다.
심플리 레드, 엘튼 존, 로드 스튜어트, 밀튼 나시멘토의 세션 기타리스트로 활동했고 스팅과 크리스 보티의 "What are you doing rest of your life?"의 기타 반주 편곡으로 그래미상도 받은 바 있다. 한스 짐머의 글래디에이터, 블랙호크다운, 미션 임파서블 2, 엘도라도, 아이 앰 샘, 마다가스카 시리즈 등에 기타와 추가 작곡가로 참여했다. 이후 독립하여 백야드 인더스트리스 스튜디오를 설립했다.

## OST 담당 영화
| 연도 | 제목                              | 감독                         | 비고                 |
| ---- | --------------------------------- | ---------------------------- | -------------------- |
| 2001 | 스파이 키드                       | 로버트 로드리게스            | 대니 엘프먼 외 공동  |
| 2001 | 라이딩 위드 보이즈                | 페니 마셜                    | 한스 짐머와 공동     |
| 2004 | 더티 댄싱: 하바나 나이트          | 가이 퍼랜드                  |                      |
| 2006 | 블라인드 가이                     | 제임스 키치                  |                      |
| 2008 | 비버리힐즈 치와와                 | 라자 고스넬                  |                      |
| 2009 | 사랑은 너무 복잡해                | 낸시 마이어스                | 한스 짐머와 공동     |
| 2010 | 슈퍼배드                          | 크리스 르노, 피에르 코팽     | 퍼렐 윌리엄스와 공동 |
| 2011 | 프롬 프라다 투 나다               | 앙헬 가르시아                |                      |
| 2011 | 리틀 빗 오브 헤븐                 | 니콜 카셀                    |                      |
| 2011 | 개구쟁이 스머프                   | 라자 고스넬                  |                      |
| 2013 | 슈퍼배드 2                        | 크리스 르노, 피에르 코팽     | 퍼렐 윌리엄스와 공동 |
| 2013 | 개구쟁이 스머프 2                 | 라자 고스넬                  |                      |
| 2014 | 네가 있어준다면                   | R. J. 커틀러                 |                      |
| 2015 | 미니언즈                          | 피에르 코팽, 카일 밸다       |                      |
| 2015 | 큐어리어스 조지 3                 | 필 와인스틴                  |                      |
| 2016 | 앵그리버드 더 무비                | 퍼걸 라일리, 클레이 케이티스 |                      |
| 2017 | 슈퍼배드 3                        | 피에르 코팽                  |                      |
| 2017 | 넛잡 2                            | 캘 브렁커                    |                      |
| 2017 | 스탠바이, 웬디                    | 벤 르윈                      |                      |
| 2018 | 스몰풋                            | 캐리 커크패트릭              |                      |
| 2019 | 앵그리 버드 2: 독수리 왕국의 침공 | 서럽 밴 오먼                 |                      |
| 2019 | 플레이모빌: 더 무비               | 리노 디살보                  |                      |
| 2021 | 미니언즈 2                        | 카일 발다                    |                      |